# Hagiomantis parva
Hagiomantis parva es una especie de mantis de la familia Hymenopodidae.

## Distribución geográfica
Se encuentra en Brasil.